# かえる新聞
かえる新聞とは、1997年1月から2005年12月にかけて運営されていた投稿型のインターネット上の新聞。カエルをテーマとしていた。

## 概要
すべての投稿が、かえる、蛙、カエルに関するネタだけでなりたっていた。蛙をデザインした造形物や、商品、公園の遊具など、カエル造形物全般や、生物としての蛙そのものの話題など、およそカエルをテーマにしている限り、すべての投稿を記事として紹介している。
SNSの登場以前は、ホームページを更新するために、一定の知識を必要としていた時期であり、投稿型のネット新聞が成り立っていた。近年は、カエル好きの人々が、自分自身で情報発信することが可能となり、投稿型の「かえる新聞」は、機能を終えたともいえる。創始者・主宰者はげこげこ大王7世。
全国的なカエル情報が集まっていたため、主宰者げこげこ大王七世は、カエルに関するコメンテーターとして、テレビや雑誌、情報誌、新聞、ラジオなどに出演した。

## 「かえる新聞」の創刊
1997年1月、福岡県志免町に住む知人から、「近所の薬局店に置いてあるコルゲン・コーワのケロちゃん人形が、季節ごとに衣装が着せ替えられている」というメールが届いた。メールには、写真が添付してあり、そこには、「ミッキーマウスに変身したケロちゃん人形」が写っていた。
カエルを強引にミッキーマウスにしてしまった写真のあまりの強烈な印象と感動を、メールしてくれた本人に感謝を込めて伝えるために、ページを作り、「げこげこ大王7世」と自称して、新聞形式で報告したのが始まり。
当初は1回限りのつもりで、ネットで公開した。「ネット新聞」らしく、当時の「asahi.com」そっくりのサイトだった。 その後も、同一人物から「和服姿のケロちゃん姿もあった」などが相次ぎ投稿され、その都度掲載。しかし、あくまで知人と自分だけの個人的なページだった。
ところが、何回か「ケロちゃん報道」を繰り返すうちに、このページを偶然みていた第三者から、「大阪の地下鉄駅構内に かえ～るボックスがあった」という投稿を寄せてきたのです。ここから、新聞としての広がりが始まったとされる。

## 毎週金曜に更新
その後、「かえるグッズ専門店を発見！」「かえる饅頭発見」「印南製カエル饅頭発見！」などのカエル情報が、次々に第三者から寄せられるようになり、ネタが尽きないので、毎週金曜日に新聞の形式で定期更新するようになる。
また、投稿の中には、全国各地にとんでもない規模の「カエル造形物」や「カエル施設」があることが分かってくる。とりわけ、ふるさと創生資金全額を使って、和歌山県印南町が建設した「カエル大橋」、北海道旭川市からはカエルグッズで埋め尽くされた驚愕喫茶「がま記念館」、福岡県小郡市に所在するカエル造形物満載の「カエル寺・如意輪寺」など、日本三大カエル名所と認定したくなるような規模の、カエル物件情報が続々と寄せられ、一躍、カエルに関する珍妙ニュースは、このサイトから発信された。
1997年から翌年の1998年にかけては、日本のカエルに関する情報を収集するサイトとして、広く認知され、インターネットを紹介する雑誌や、媒体で繰り返し報道されたせいもあり、投稿する人々も続々と増えた。
また、「まぐまぐ」から、PCと携帯向けの「かえる@新聞」「携帯かえる@新聞」を定期配信するなど、カエル好きの人々にとっての情報発信と交流の場になっていた。

## 「福岡かえる展」
また、「かえる新聞」から派生したイベントとして、1999年には、6月6日の「かえるの日」を祝福する、記念イベントを「福岡かえる展」があげられる。
このイベントは、「福岡かえる展」として、6月4日から10日まで開催され、その後10年間続いた。「かえる新聞」を母体として、始まったイベントとしては最大のものだった。いずれも、福岡市中央区大名の商店街の中心部にある「エンジョイスペース大名」を会場としていた。
第1回「福岡かえる展」には、「今度はカエル！」のスローガンとともに、カエルをあしらったプラカードを先頭に選挙運動を行い当選した、山崎広太郎市長も会場を訪れた。
「福岡かえる展」日程
- 福岡かえる展 1999年6月1日～6日（日）
- 福岡かえる展2 2000年6月6日～11日（日）「地球を守ってカエルと暮らそう！」
- 福岡かえる展3 2001年6月5日～10日（日）「井の中の蛙 世界征服を望む」
- 福岡かえる展4 2002年6月6日～9日（日）「ケロカップ2002」
- 福岡かえる展5 2003年5月31日～6月8日（日）「子供にカエル！かえる縁日」
- 福岡かえる展6 2004年6月1日（火）～6月6日（日）「ケロリンピック2004」
- 福岡かえる展7 2005年6月6日（月, かえるの日！！）～6月12日（日）「蛙の休日」
- 福岡かえる展8 2006年6月5日（日）～6月11日（日）「ケロアート2006」
- 福岡かえる展9 2007年6月4日(月)～6月10日(日) 「ケロフェスタ2007」
- 福岡かえる展10 2008年6月6日(金)～6月8日(日) 「またいつかかえるてん」
- 福岡かえる展11 2018年6月8日（金）～10日（日）「帰ってきたカエラーたち」

## かえる新聞縮刷版を出版
2005年には、「かえる新聞」に収録した記事の中から、抜粋したものをまとめた本「かえる新聞縮刷版―平成9年(1997年)1月10日創刊号~金蛙2年(2004年)11月17日257号」が、書肆侃侃房より発刊された。

## かえる新聞の休刊
この間、かえる新聞は、2004年4月以降から、次第に更新間隔があくようになり、2005年12月20日を最後に停止した。「毎週金曜日」の定期的更新が停滞するようになったことで、投稿件数が漸減したことなどが理由としてあげられる。
しかし、最大の背景は、mixiやブログサイトの出現によって、個人がインターネットで自己表現できる道具が広く普及したことで、投稿反映型だった「かえる新聞」ではなく、直接、自分自身で情報発信できるようになり、投稿に依存した形態だった「かえる新聞」は、その役割を終えたともいえる。
その後、10年連続で開催した「福岡かえる展」も、2008年の第10回を以って中断し、10年後の2018年に1度限りの復活開催し、「冬眠」に入った。